# Dom de căldură

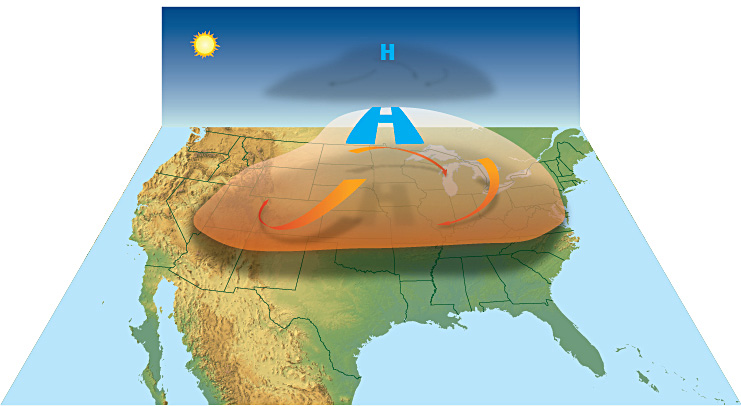
O cupolă de căldură, deasupra Statelor Unite

Un dom de căldură (sau domurile termice) este un fenomen meteorologic constând în căldură extremă cauzată de atmosfera care captează aerul cald ca și cum ar fi delimitat de un capac sau o dop. Domurile de căldură apar atunci când condițiile atmosferice de înaltă presiune rămân staționare pentru o perioadă neobișnuită de timp, prevenind convecția și precipitațiile și menținând aerul cald „prins” într-o regiune. Acest lucru poate fi cauzat de mai mulți factori, inclusiv anomalii ale temperaturii suprafeței mării și influența unui fenomen numit La Niña. Modelele meteorologice din straturile superioare ale aerului se mișcă lent, fiind denumite de meteorologi bloc Omega.
Termenul este adesea extrapolat în terminologia media pentru orice situație de val de căldură, deși valurile de căldură diferă prin faptul că sunt perioade de vreme excesiv de caldă, nu neapărat cauzate de astfel de sisteme staționare de înaltă presiune. Termenul „dom de căldură” este folosit și în contextul insulelor de căldură urbane.

## Caracteristici
Domurile de căldură sunt de obicei asociate cu o acoperire minimă de nori și cu cer senin, care permit pătrunderea neîngrădită a radiației solare la suprafața Pământului, intensificând temperatura generală.
De asemenea, acestea acoperă o zonă geografică extinsă, care are o presiune atmosferică mai mare decât regiunile înconjurătoare. Zona de înaltă presiune atmosferică acționează ca un capac asupra atmosferei și face ca aerul cald să fie împins la suprafață, menținându-l acolo pentru perioade lungi de timp.
Domurile de căldură permit încălzirea maximă a Pământului, deoarece permit pătrunderea razelor solare la suprafața Pământului.

## Creare

Creare

Domurile de căldură pot apărea în condiții de vară liniștită și uscată, atunci când o masă de aer cald se acumulează, iar presiunea ridicată din atmosfera Pământului împinge aerul cald în jos. Aerul este apoi comprimat și, deoarece căldura sa netă se află acum într-un volum mai mic, temperatura sa crește. În timp ce aerul cald încearcă să se ridice, presiunea ridicată de deasupra lui acționează ca un dom, forțând aerul să coboare și făcându-l să devină din ce în ce mai fierbinte, ceea ce duce la creșterea presiunii sub dom.
Domul de căldură din nord-vestul Statelor Unite din 2021 s-a format în acest fel, deoarece un sistem de înaltă presiune stagnant a intensificat temperaturile locale, a blocat brizele maritime răcoritoare și a împiedicat formarea norilor. Acest lucru a permis radiațiilor solare neîntrerupte să încălzească și mai mult aerul, iar aerul cald ascendent a fost împins înapoi în jos de sistemul de înaltă presiune, creând un ciclu de încălzire care se întreține singur.
Creșterea temperaturilor la suprafața mării în Pacificul de Nord, în special în largul coastelor statelor Washington, Oregon și Columbia Britanică, creează condiții favorabile pentru formarea cupolelor de înaltă presiune atmosferică, ceea ce poate duce la dezvoltarea cupolelor de căldură.

### Relația cu schimbările climatice
Studiile indică faptul că schimbările climatice induse de om  joacă un rol semnificativ în formarea cupolelor de căldură, deoarece acestea sunt mai susceptibile de a apărea la temperaturi atmosferice mai ridicate. Apariția cupolelor de căldură contribuie la ciclul de feedback pozitiv al creșterii schimbărilor climatice, prin creșterea temperaturilor atmosferice generale.

## Efecte

### Alte evenimente meteorologice
Domurile de căldură coincid cu condiții atmosferice stagnante, exacerbând problemele legate de calitatea aerului. Printre efectele secundare comune se numără creșterea smogului și a nivelului de poluare. Domurile de căldură pot intensifica valurile de căldură prin interacțiunea cu alte sisteme meteorologice, cum ar fi fronturile atmosferice. De asemenea, acestea pot contribui la secetă prin creșterea ratei de evaporare și reducerea umidității solului. În zone precum Central Valey din California, cupolele termice exacerbează condițiile de secetă prin creșterea ratei de evaporare în rândul culturilor și al vegetației native.

### Ecosistem
Domurile termice de până acum au fost asociate cu deteriorarea pe scară largă a copacilor, în principal prin iradierea solară intensă. Pe lângă arderea foliară cauzată de stresul termic, crearea evolutivă și succesul speciilor foliare rezistente la căldură  au fost produse secundare ale domurilor de căldură.
Domurile de căldură cresc stresul termic al organismelor care trăiesc în ecosistemele intertidale, un factor care a dus anterior la moartea speciilor marine în timpul domul de căldură din nord-ul Statelor Unite din 2021.

### Comunitate
Apariția domurilor de căldură a contribuit la creșterea preocupărilor legate de schimbările climatice. Acest lucru a fost demonstrat în special în rândul locuitorilor din Columbia Britanică care, în studiile anterioare, au prezentat niveluri mai ridicate de anxietate legată de schimbările climatice  în urma domului de căldură din nord-ul Statelor Unite din 2021.
Domurile de căldură expun comunitățile la riscul creșterii ratelor de mortalitate. Decesele cauzate de domurile de căldură sunt mai susceptibile de a afecta populațiile sensibile și marginalizate, care au mai puține șanse de a avea acces la spații de locuit cu aer condiționat.

## Evenimente notabile
Domul de căldură din vestul Americii de Nord din 2021 a atras atenția pentru intensitatea și durata sa fără precedent în ultimii ani, ceea ce a condus la influențe societale semnificative, cum ar fi întreruperi generalizate ale alimentării cu energie electrică și activități sporite de incendii de vegetație. Acest lucru a subliniat în continuare urgența abordării schimbărilor climatice pentru a reduce apariția și severitatea unor astfel de evenimente. Reducerea emisiilor de gaze cu efect de seră și adoptarea de strategii de protejare a mediului sunt pași importanți în diminuarea frecvenței evenimentelor de acest tip.
În 2021, un dom termic record, situat în Columbia Britanică, a provocat 595 de decese în comunitate, un record pentru evenimente atmosferice similare. Majoritatea gospodăriilor din Vancouver nu au aer condiționat, ceea ce duce la o susceptibilitate ridicată a persoanelor la decese cauzate de căldură, cum ar fi epuizarea prin căldură și insolația. Studiul asupra acestui eveniment subliniază importanța sănătății publice și a asigurării mai multor instalații de aer condiționat și spații verzi urbane.
Domul de căldură persistent a dus la incendii extinse, eșecuri ale recoltelor și o creștere a ratelor mortalității în timpul valului de căldură din Rusia din 2010. Consecințele de amploare ale acestui eveniment, influențate de factorii economici și sociali, s-au resimțit la nivel global, afectând interconectarea fenomenelor meteorologice regionale și a piețelor agricole.

### Exemple

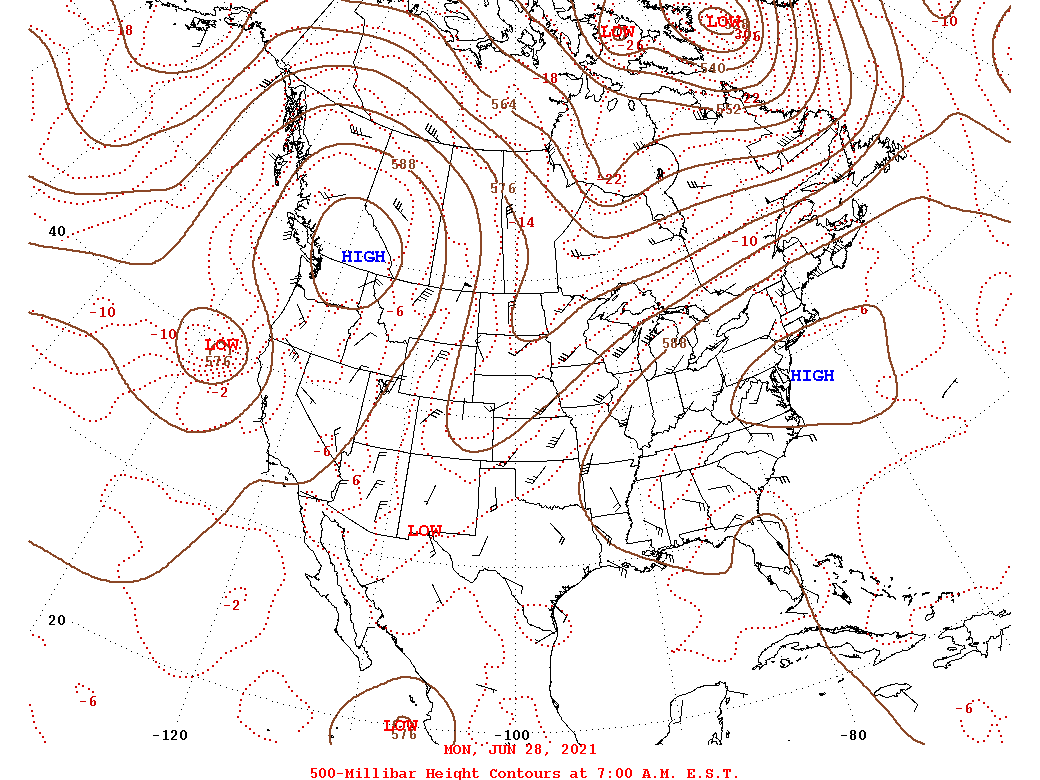
Domul de căldură al valului de căldură din vestul Americii de Nord din 2021, deasupra vestului Canadei și nord-vestului Statelor Unite. Presiunea „înaltă” din stânga este cupola de căldură

## Viitor
Cercetările indică o creștere preconizată a numărului de unde staționare care circulă în America de Nord în urma apariției cupolelor termice. Acestea sunt aceleași valuri care duc la evenimente de căldură extremă, indicând o probabilitate mai mare ca evenimente similare să aibă loc în viitor. Studiile de cercetare au arătat că dezvoltarea domurilor termice este în general improbabilă  însă nivelul tot mai mare de îngrijorare cu privire la impactul schimbărilor climatice evidențiază faptul că este posibil ca aceste domuri să nu mai devină o situație rară.

### Atenuare
Tehnicile de atenuare a efectelor domurilor termice implică adesea planificare urbană, inițiative de sănătate publică și interacțiune cu comunitatea. Strategiile includ creșterea suprafețelor verzi,  utilizarea acoperișurilor reci  și îmbunătățirea ventilației în zonele urbane. Agențiile publice oferă sprijin populațiilor vulnerabile, reducând impactul negativ legat de căldură prin următoarele metode: sisteme de avertizare privind sănătatea în caz de căldură, monitorizarea datelor, centre de răcire, gestionarea apei  și reducerea schimbărilor climatice.. Campaniile de educație sporesc gradul de conștientizare cu privire la siguranța termică, sporind eficacitatea altor metode de atenuare.